# Argyronympha gracilipes
Argyronympha gracilipes är en fjärilsart som beskrevs av Jordan 1924. Argyronympha gracilipes ingår i släktet Argyronympha och familjen praktfjärilar. Inga underarter finns listade i Catalogue of Life.